# Rhacontsira heterospiloides
Rhacontsira heterospiloides är en stekelart som först beskrevs av Sergey A. Belokobylskij 1988.  Rhacontsira heterospiloides ingår i släktet Rhacontsira och familjen bracksteklar. Inga underarter finns listade i Catalogue of Life.